# طواف إسبانيا 1971
طواف إسبانيا 1971 هو سباق دراجات هوائية أقيم في إسبانيا بتاريخ 29 أبريل – 16 مايو، تكون السباق من 17 مرحلة وامتدّ لمسافة 2892 كم بسرعة 39.17 كم/س، استغرق السباق 73 ساعة 50 دقيقة 05 ثانية. فاز به البلجيكي فيرديناند براك.

## الترتيب
| م                     | الدرّاج         | البلد  | الزمن                     |
| --------------------- | -------------- | ------ | ------------------------- |
| الفائز بالترتيب العام | فيرديناند براك | بلجيكا | 73 ساعة 50 دقيقة 05 ثانية |
| التسلق                | يوب زوتميلك    | هولندا | -                         |